# Salesman (film, 1969)

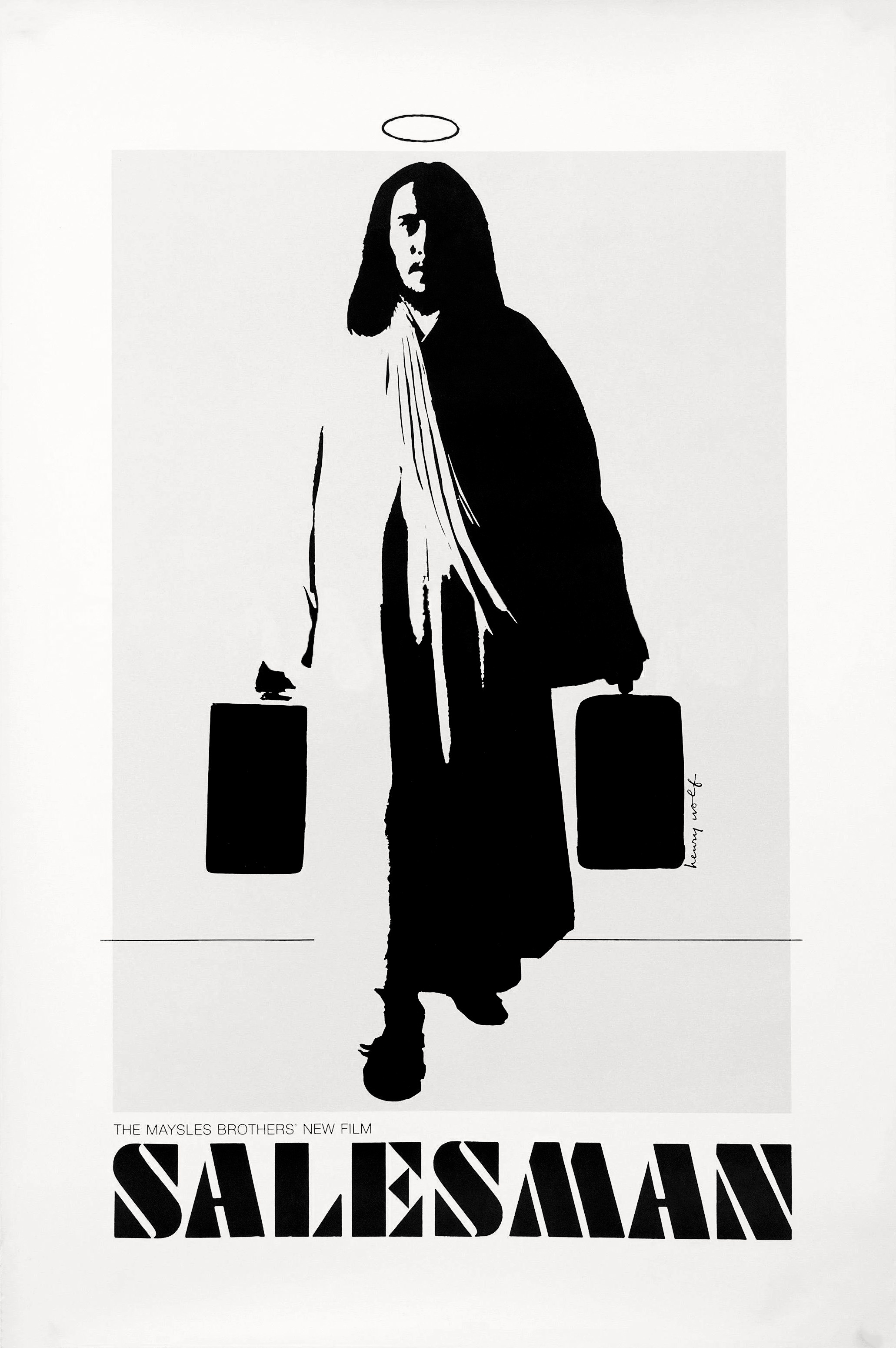
Affiche du film lors de sa sortie en salle en 1969

Salesman est un film documentaire réalisé par David Maysles et Albert Maysles en 1969. Il est réalisé sur le principe du Cinéma direct.

## Synopsis
Le film suit quatre vendeurs en porte à porte qui tentent de vendre des bibles onéreuses à des personnes à faible revenus aux Etats-Unis.

## Fiche technique
- Titre original : Salesman
- Réalisation : David Maysles et Albert Maysles
- Production : David Maysles et Albert Maysles
- Pays d'origine :  États-Unis
- Langue originale : anglais
- Format : noir et blanc - 35 mm
- Genre : Documentaire
- Durée : 85 minutes (1 h 25)
- Date de sortie : 
  - États-Unis : 17 avril 1969

## Distribution
- Jamie Baker, "The Rabbit"
- Paul Brennan, "The Badger"
- Raymond Martos, "The Bull"
- Charles McDevitt, "The Gipper"